# Patrona Halil

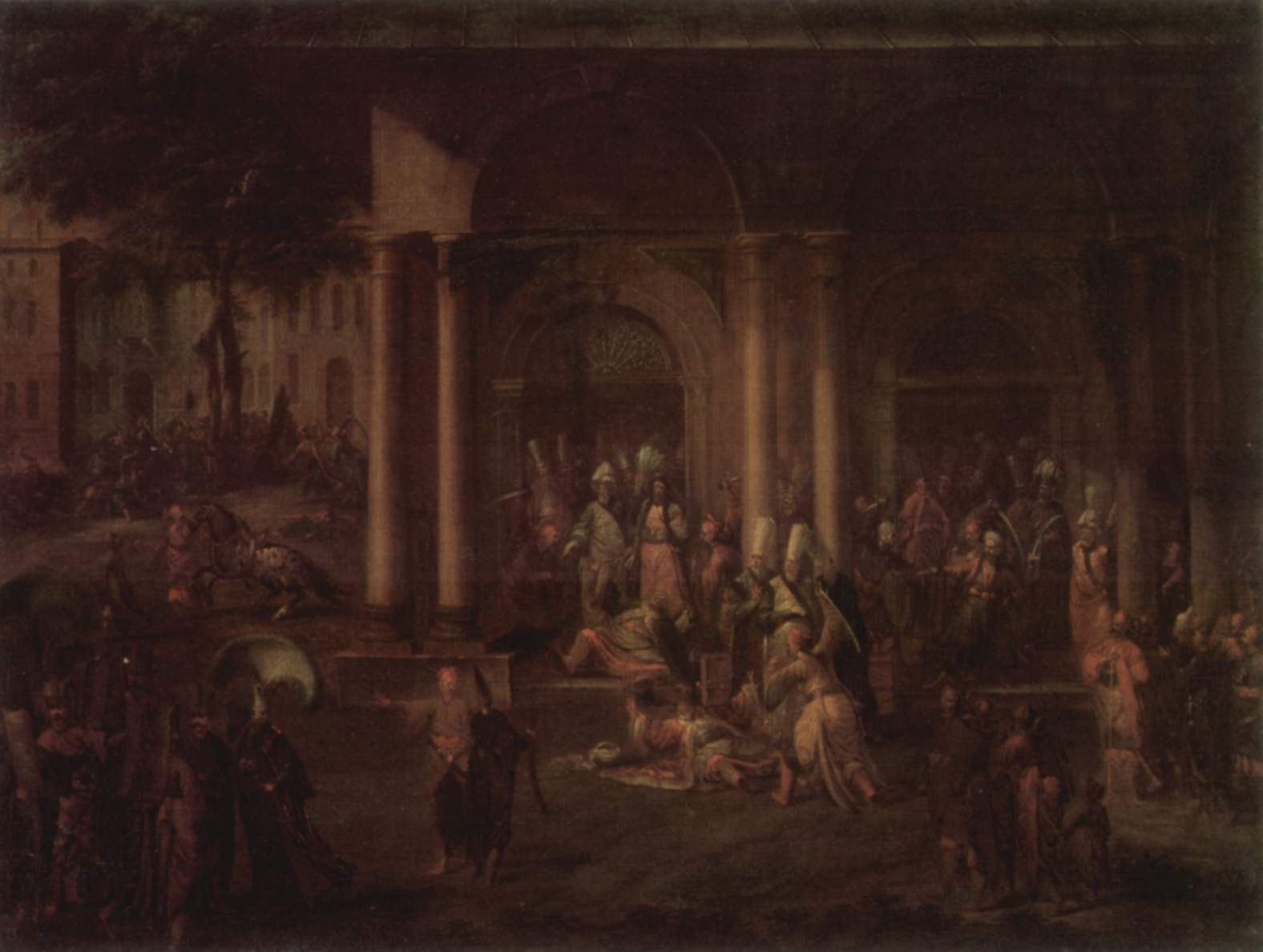
Fets de la revolta de Patrona; pintats per Jean-Baptiste van Mour

Patrona Halil   (Argos Orestiko, 1690 - Istanbul, 25 de novembre de 1730) va ser l'instigador d'un aixecament multitudinari el 1730 que va substituir el sultà Ahmed III per Mahmud I i va posar fi al període de les tulipes.

## Biografia
Halil va néixer en una família albanesa a Hrupishta, un poble de l'aleshores vilayet de Bitola. Era d'origen albanès, i de jove va ser lewend i va servir en un vaixell anomenat el Patrona, del que va agafar el nom. Fou protegit del kapudan pasha Mustafà i d'Abdi Pasha. Es va unir al cos dels geníssers on va servir fins a la pau de Passarowitz el 1718. Va fugir a Istanbul on va esdevenir un treballador anònim, mercader ambulant i encarregat d'Bany turc.
Juntament amb un antic genísser de nom Muslu Beshe (que feia de mercader de llegums), a l'encarregat d'un cafè de nom Emir Ali, i altres, va donar el senyal de rebel·lió el dijous 28 de setembre de 1730 en el qual fou la famosa revolució de 1730 contra el sultà Ahmet III (1673-1736), coneguda com la "revolta de Patrona Halil". Aquesta insurrecció va triomfar. La majoria dels caps rebels eren albanesos i van aprofitar el moment de les derrotes contra Pèrsia, i l'absència de la capital del sultà i del gran visir (el caimacan era a la seva residència al Bòsfor) de manera que el govern no va poder organitzar una resistència eficaç. Diversos ulemes destituïts formaven part de la rebel·lió i van aixecar al poble coordinats per Arnawud Zulali Hasan Efendi, antic cadi d'Istanbul (destituït el 1728). El gran visir Nevşehirli Damat İbrahim Pasha i altres alts càrrecs foren executats l'1 d'octubre de 1730. El sultà va ser deposat i reemplaçat (6 d'octubre) per Mahmud I (1696-1754), que va haver de nomenar un nou govern (16 d'octubre de 1730) dirigit per Silahdar Damat Mehmed Pasha. Es va dictar una amnistia general pels rebels (11 de novembre). Patrona no volia exercir alts càrrecs sinó assegurar-se el control efectiu dels afers, però el diwan va decidir en secret la seva eliminació. El gran visir es va aliar al Kizlaraghasi Beshir Agha per organitzar un contracop que van dirigir el general Kabakulak Ibrahim Pasha (que havia dirigit una sagnant repressió d'una revolta a Egipte), l'almirall Djanim Koja Mehmed Pasha, i l'exkan de Crimea Qaplan I Giray; la revolució es va preparar per al 25 de novembre de 1730. Aquest dia Patrona fou convidat a la reunió del diwan on havia de ser nomenat beglerbegi de Rumèlia; durant la reunió Patrona i altres dos caps rebel foren assassinats; poc després diversos ulemes eren arrestats i executats en secret.
Les conseqüències de la rebel·lió van provocar pors de seguretat i crim, això va provocar polítiques estatals més sòlides per regular la vida a Istanbul.
El pintor Jean Baptiste Vanmour (1671-1737), va deixar pintats diversos esdeveniments de la seva estada a Istanbul i un d'ells representa la "revolta de Patrona Kalil" (alguna obra d'aquest pintor: Recueil de cents estampis representant differentes nations du Levant. París: Chez led. Sr. li Hay et Duchange, 1714).